# Abd-al-Muqit (nom)
Abd-al-Muqit (àrab: عبد المقيت, ʿAbd al-Muqīt) és un nom masculí teòfor àrab islàmic que literalment significa ‘Servidor del Nutritiu’, essent «el Nutritiu» un dels epítets de Déu. Si bé Abd-al-Muqit és la transcripció normativa en català del nom en àrab clàssic, també se'l pot trobar transcrit ‘Abdul Moqiet... normalment per influència de la pronunciació dialectal o seguint altres criteris de transliteració. Com a teòfor, també el duen molts musulmans no arabòfons que l'han adaptat a les característiques fòniques i gràfiques de la seva llengua.